# Plagiostomum vittatum
Plagiostomum vittatum är en plattmaskart som först beskrevs av Frey och R. Leuckart 1847.  Plagiostomum vittatum ingår i släktet Plagiostomum, och familjen Plagiostomidae. Arten är reproducerande i Sverige.